# Levergies
Levergies es una comuna francesa situada en el departamento de Aisne, de la región de Alta Francia.

## Geografía
Está ubicada a 9 km al norte de San Quintín.

## Demografía
| 534 | 512 | 536 | 566 | 601 | 577 | 601 | 555 |
| Para los censos de 1962 a 1999 la población legal corresponde a la población sin duplicidades (Fuente: INSEE [Consultar]) |     |     |     |     |     |     |     |